# Harley Race
Harley Leland Race (* 11. April 1943 in Maryville, Missouri; † 1. August 2019 in St. Charles, Missouri) war ein US-amerikanischer Wrestler, Trainer und Promoter. Race war in seiner aktiven Karriere in allen großen Wrestlingorganisationen Nordamerikas und Japans tätig. Er erhielt acht Mal den Weltmeistertitel des Dachverbands National Wrestling Alliance und ist Mitglied in mehreren Halls of Fame.

## Karriere
Race wuchs als Sohn von George und Mary Race mit fünf Geschwistern in Quitman, Missouri auf und war bereits in seiner Jugendzeit ein Wrestlingfan. Im Alter von 15 Jahren musste er die Schule verlassen, nachdem er eine gewaltsame Auseinandersetzung mit dem Direktor hatte. Nach dem Schulabbruch arbeitete er auf der Farm der ehemaligen Wrestler Wladek und Stanislaus Zbyszko, die ihm einige Grundlagen beibrachten. Race bewarb sich schließlich bei Promoter Gus Karras, der ihn zunächst für seine Jahrmarktkämpfe verpflichtete, die oft in realen Auseinandersetzungen endeten. Nebenbei war Race als Chauffeur für den 350 kg schweren Wrestler Happy Humphrey und als Ringrichter tätig und lernte von Karras sowie den Wrestlern Buddy Austin und Ray Gordon weitere Details des Wrestlinghandwerks.
Nachdem er ausgelernt hatte, ging Race nach Nashville, wo er für den Promoter Nick Gulas tätig war. Hier trat er als Jack Long auf und gewann mit seinem vermeintlichen „Bruder“ John Long die Southern Tag Team Titel. Unglücklicherweise verletzte sich Race kurz danach bei einem Autounfall schwer, was seine Karriere fast frühzeitig beendet hätte.
1964 gab er in Amarillo, in der Liga der Funk-Familie sein Comeback. Hier bildete er mit Larry Hennig, dem Vater von Curt Hennig, ein Tag Team. Gemeinsam wechselten sie in die American Wrestling Association, wo sie in einem Fehdenprogramm mit Crusher Lisowski und Dick the Bruiser arbeiteten, bei dem sie vier Mal die dortigen Tag Team Titel erhalten konnten. Ebenfalls erhielten sie die IWA World Tag Team Titel in Australien.
Anfang der 1970er-Jahre beschloss Race, sich auf eine Einzelkarriere zu konzentrieren. Nachdem er einige regionale Titel gewonnen hatte, durfte er am 24. März 1973 Dory Funk jr. besiegen und den NWA World Heavyweight Titel erhalten. Allerdings musste er den Titel bereits vier Monate später wieder an Jack Brisco abgeben. Es dauerte vier Jahre und neun weitere regionale Titel, ehe er zum Aushängeschild der NWA aufgestiegen war und im Februar 1977 erneut den World Heavyweight Titel erhalten durfte, diesmal von Dory Funks Bruder Terry. Er blieb vier Jahre lang in das Geschehen um den Titel involviert (von vier kurzen Titelverlusten an Dusty Rhodes, Giant Baba und Tommy Rich unterbrochen), dann verlor er den Titel 1981 zunächst für längere Zeit.
Zwei Jahre später durfte er den Titel im Rahmen einer Fehde gegen Ric Flair, die diesem den endgültigen Sprung an die Weltspitze brachte, noch zweimal halten, bevor er ihn im März 1983 zum letzten Mal abgeben sollte.
1986 wechselte Race in die World Wrestling Federation (WWF, heute World Wrestling Entertainment), welche die NWA als dominierende Liga abgelöst hatte. Hier wurde aus dem „Blue Collar Champion“ ein arroganter König mit Bobby Heenan an seiner Seite. Race durfte im selben Jahr das King-of-the-Ring-Turnier gewinnen, was jedoch sein einziger Erfolg in dieser Liga blieb. Seine berühmteste Fehde zu dieser Zeit war die gegen Junkyard Dog, welche in einem Sieg bei WrestleMania III mündete. In einem Match um die Krone der WWF verlor Race gegen Haku, der ebenfalls von Bobby Hennan begleitet wurde. 1989 verließ er, geplagt von Verletzungen, die WWF, wrestelte noch einmal in Puerto Rico und beendete 1991 seine aktive Karriere.
Später im gleichen Jahr war er bei World Championship Wrestling als Manager tätig und begleitete hier Lex Luger und Big van Vader zu Titelehren. Nach einem erneuten Autounfall 1994 beendete Race auch dieses Engagement und arbeitete zunächst nicht mehr im Mainstream-Wrestling.
1999 gründete er eine eigene Wrestlingschule mit angeschlossener Liga namens World League Wrestling, die er bis zu seinem Tod betrieb. 2017 stürzte Race schwer, brach sich beide Beine und war seit dieser Zeit auf einen Rollstuhl angewiesen. Im März 2019 wurde bekannt, dass er an Lungenkrebs erkrankt sei, an dessen Folgen er am 1. August des Jahres starb.

## Erfolge

### Titel
| Vorgänger: Dick the Bruiser & The Crusher  | Partner: Larry "The Ax" Hennig                                                                                                  | Erste  | Nachfolger: Verne Gagne & The Crusher       |
| Vorgänger: Verne Gagne & The Crusher       | Partner: Larry "The Ax" Hennig                                                                                                  | Zweite | Nachfolger: Dick the Bruiser & The Crusher  |
| Vorgänger: Dick the Bruiser & The Crusher  | Partner: Larry "The Ax" Hennig                                                                                                  | Dritte | Nachfolger: Verne Gagne & Don Leo Johnathan |
| Vorgänger: Verne Gagne & Don Leo Johnathan | Partner: Larry "The Ax" Hennig beim Titelgewinn. Dieser verletzte sich jedoch, daher bekam Race Chris Markoff als neuen Partner | Vierte | Nachfolger: Pat O’Connor & Wilbur Snyder    |

| Vorgänger: The Stomper Archie Gouldie & Rufus R. Jones | Partner: Roger Kirby | Erste | Nachfolger: Bob Geigel & Rufus R. Jones |

| Vorgänger: Sonny Myers                | Erste   | Nachfolger: Ron Etchinson |
| Vorgänger: Bob Geigel                 | Zweite  | Nachfolger: Bob Geigel |
| Vorgänger: Bob Geigel                 | Dritte  | Nachfolger: Pat O’Connor besiegte Race, der Titelwechsel wurde jedoch von Central States Wrestling nicht anerkannt. Somit war der offizielle Nachfolger Danny Little Bear |
| Vorgänger: The Stomper Archie Gouldie | Vierte  | Nachfolger: Omar Atlas |
| Vorgänger: "Bulldog" Bob Brown        | Fünfte  | Nachfolger: "Bulldog" Bob Brown |
| Vorgänger: "Bulldog" Bob Brown        | Sechste | Nachfolger: "Bulldog" Bob Brown |
| Vorgänger: "Bulldog" Bob Brown        | Siebte  | Nachfolger: "Bulldog" Bob Brown |
| Vorgänger: The Missing Link           | Achte   | Nachfolger: Vakant |
| Vorgänger: Hacksaw Higgins            | Neunte  | Nachfolger: Mr. Pogo |

| Vorgänger: Mr. Wrestling II | Erste | Nachfolger: Vakant |

| Vorgänger: Titel neu erschaffen, gewonnen durch ein Turnier | Erste   | Nachfolger: Johnny Valentine        |
| Vorgänger: Gene Kiniski                                     | Zweite  | Nachfolger: Dory Funk Jr.           |
| Vorgänger: Dory Funk Jr.                                    | Dritte  | Nachfolger: Bob Backlund            |
| Vorgänger: Dick the Bruiser                                 | Vierte  | Nachfolger: Kerry von Erich         |
| Vorgänger: Jerry Blackwell                                  | Fünfte  | Nachfolger: Vakant                  |
| Vorgänger: David von Erich                                  | Sechste | Nachfolger: Jerry Blackwell         |
| Vorgänger: Jerry Blackwell                                  | Sechste | Nachfolger: Titel wurde eingestellt |

| Vorgänger: Titel neu erschaffen | Erste | Nachfolger: Johnny Valentine |

| Vorgänger: Dory Funk Jr. | Erste   | Nachfolger: Jack Brisco  |
| Vorgänger: Terry Funk    | Zweite  | Nachfolger: Dusty Rhodes |
| Vorgänger: Dusty Rhodes  | Dritte  | Nachfolger: Giant Baba   |
| Vorgänger: Giant Baba    | Vierte  | Nachfolger: Giant Baba   |
| Vorgänger: Giant Baba    | Fünfte  | Nachfolger: Tommy Rich   |
| Vorgänger: Tommy Rich    | Sechste | Nachfolger: Dusty Rhodes |
| Vorgänger: Ric Flair     | Siebte  | Nachfolger: Ric Flair    |
| Vorgänger: Ric Flair     | Achte   | Nachfolger: Ric Flair    |

| Vorgänger: Giant Baba | Erste | Nachfolger: Giant Baba |

| Vorgänger: The Stomper Archie Gouldie | Erste | Nachfolger: The Stomper Archie Gouldie |

| Vorgänger: Bobo Brazil | Erste | Nachfolger: Dick the Bruiser |

| Vorgänger: Miguelito Perez | Erste | Nachfolger: Invader #1 |

### Turniere
Am 14. Juli 1986 veranstaltete die WWF zum zweiten Mal ihr King-of-the-Ring-Turnier. Es fand vor 12.000 Zuschauern im Sullivan-Stadium in Foxboro, Massachusetts statt. Dieses Turnier konnte Race nach Siegen über George Steele, Billy Jack Haynes und den ehemaligen WWF-Champion Pedro Morales für sich entscheiden. Gleiches galt für ein Turnier, welches 1987 zu Ehren des legendären Promoters Sam Muchnick abgehalten wurde. Hierbei besiegte er Brian Blair, den Junkyard Dog und Ricky Steamboat.

### Halls of Fame
Race ist Mitglied folgender Halls of Fame:
- WWE Hall of Fame
- Professional Wrestling Hall of Fame and Museum, Schenectady, NY
- World Championship Wrestling Hall of Fame
- Stampede Wrestling Hall of Fame
- RSPW Hall of Fame (rec.sport.pro-wrestling)
- The Great Hisa’s Puroresu Hall of Fame
- The Ring Chronicle Pro Wrestling Hall of Fame
- AOL Grandstand Wrestling Hall of Fame
- Professional Wrestling Hall of Fame

### Wrestler des Jahres
In den Jahren 1979 und 1983 war Race bei Pro Wrestling Illustrated der Wrestler des Jahres, 1980 und 1981 beim Wrestling Observer.

### Sonstiges
Entgegen der weit verbreiteten Angabe der WWF, dass Hulk Hogan der erste Wrestler war, der erfolgreich einen Bodyslam an André the Giant ausgeführt hat (geschehen 1987 bei Wrestlemania III), gelang dies Harley Race jedoch bereits in einem Match am 13. Oktober 1978.

## Bücher von Harley Race
- Harley Race, Gerry Tritz: King Of The Ring: The Harley Race Story. Sports Publishing 2004
- Harley Race, Ricky Steamboat, Les Thatcher: The Professional Wrestlers’ Workout & Instructional Guide. Sports Publishing 2005